# Arquebisbat de Lecce

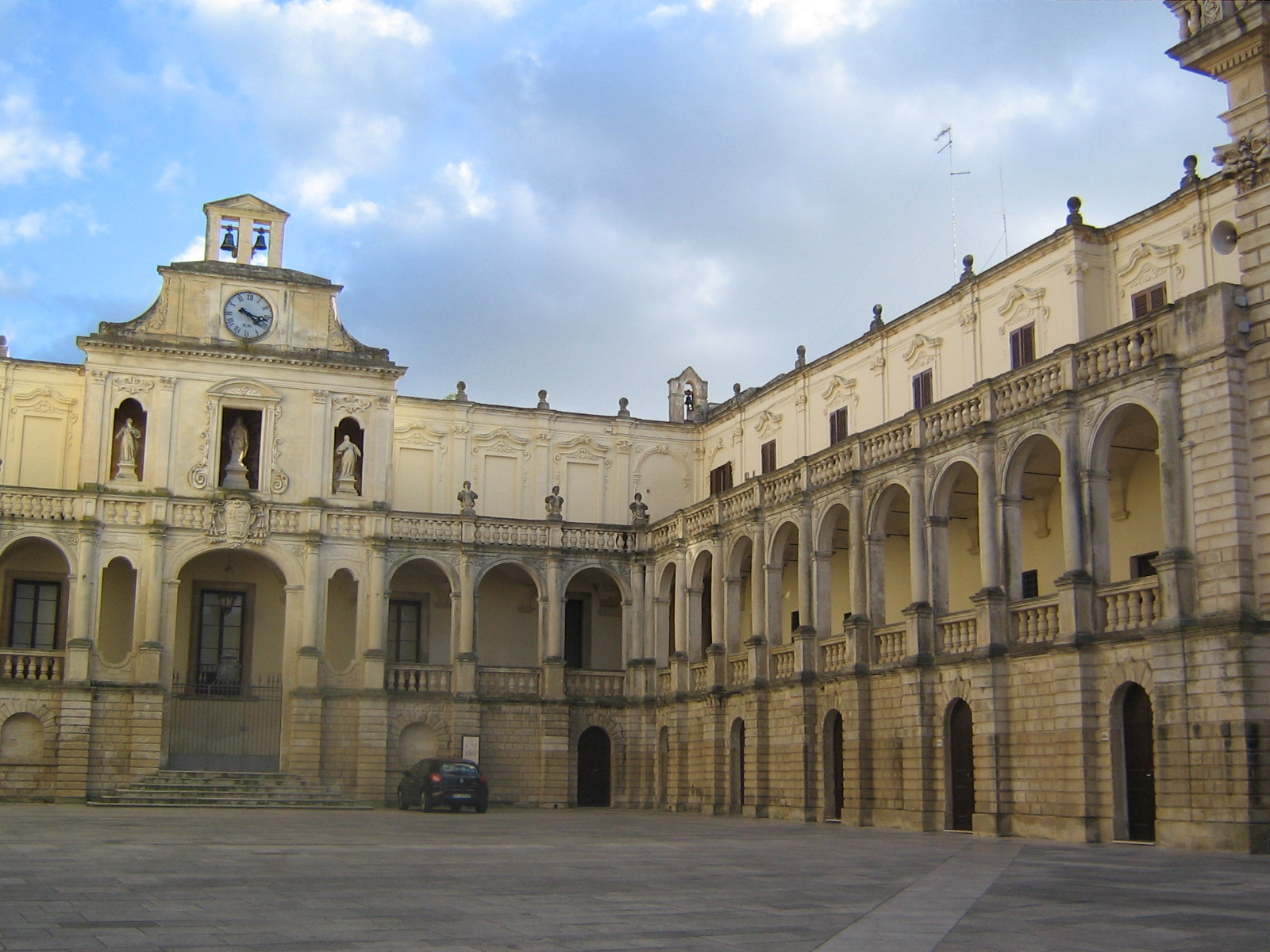
Palau episcopal

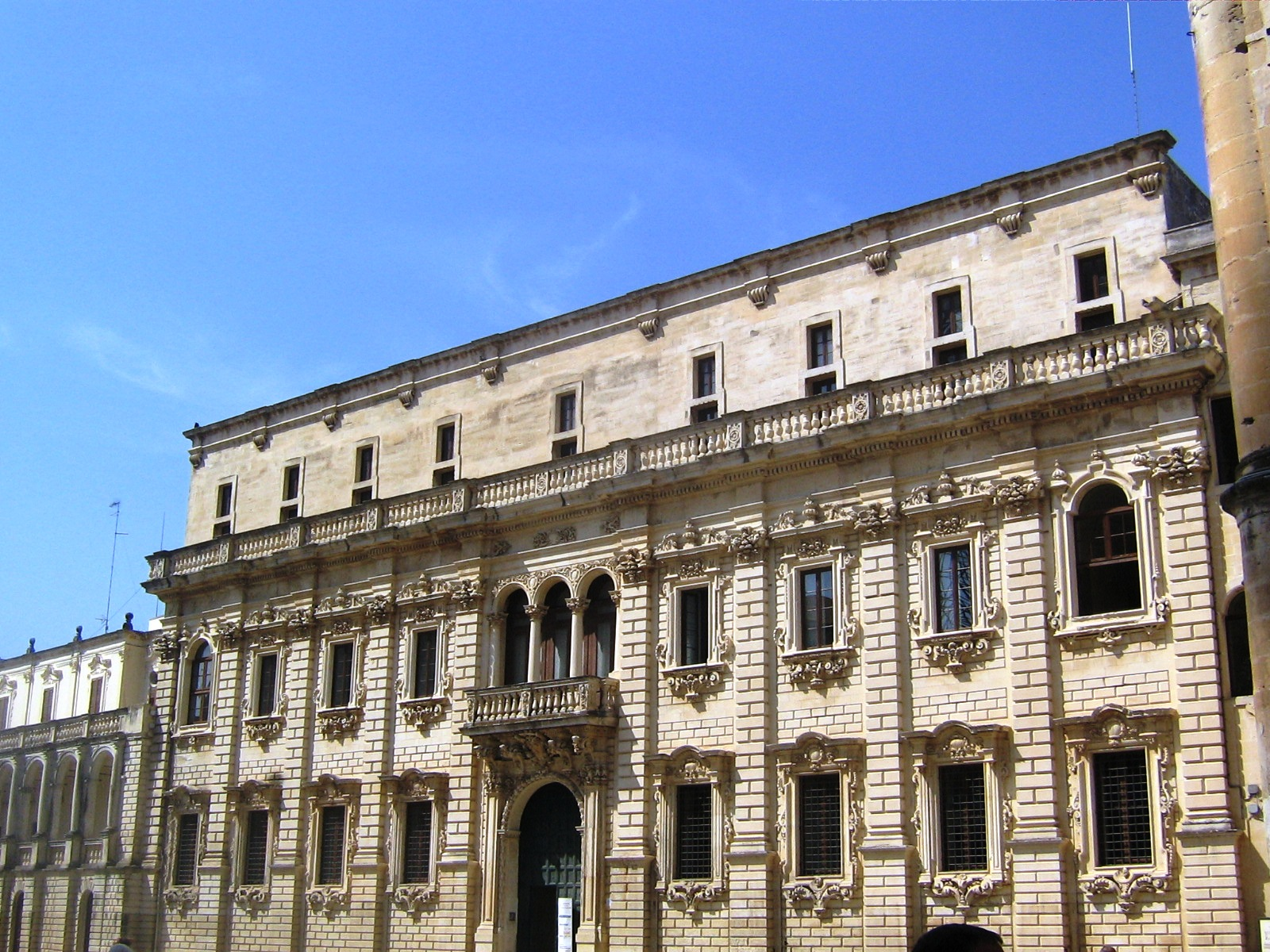
Antic palau del Seminari

L'arquebisbat de Lecce (italià: arcidiocesi di Lecce; llatí: Archidioecesis Lyciensis ) és una seu metropolitana de l'Església catòlica, que pertany a la regió eclesiàstica Pulla. El 2004 tenia 258.225 batejats d'un total de 260.988 habitants. Actualment està regida per l'arquebisbe Michele Seccia.
Els patrons de l'arxidiòcesi són sants Oronzo, Fortunat i Just

## Territori
L'arxidiòcesi comprèn divuit municipis, dels quals dos estan situats a la província de Bríndisi (San Pietro Vernotico i Torchiarolo) i setze a la província de Lecce (Arnesano, Campi Salentina, Carmiano, Cavallino, Lecce, Lequile, Lizzanello, Melendugno, Monteroni di Lecce, Novoli, San Cesario di Lecce, San Pietro in Lama, Squinzano, Surbo, Trepuzzi i Vernole).
El territori està dividit en 76 parròquies, agrupades en quatre arxiprestats (Lecce, Monteroni di Lecce, Squinzano i Vernole)
Tres temples de la diòcesi han rebut la dignitat de basílica menor: la Basílica de la Santa Creu a Lecce, elevada pel Papa Pius X el 24 de gener de 1905; la Basílica de San Giovanni Battista al Rosario de Lecce, elevada pel Papa Pius XII l'11 de juny de 1948 i la Basílica de San Domenico Savio de Lecce, elevada pel Papa Joan Pau II el 16 d'abril de 1984;

### La província eclesiàstica
La província eclesiàstica de Lecce comprèn cinc diòcesis:
- Arquebisbat de Lecce (seu metropolitana);
- arquebisbat de Bríndisi-Ostuni;
- arquebisbat d'Otranto;
- bisbat de Nardò-Gallipoli;
- bisbat d'Ugento-Santa Maria di Leuca.

La província eclesiàstica de Lecce va ser cinc instituïda mitjançant la constitució apostòlica Conferentia Episcopalis Apuliae del Papa Joan Pau II, del 20 d'octubre de 1980, en conformitat amb la disposició 40 del decret conciliar Christus Dominus, promulgat pel Papa Pau VI el 28 d'octubre de 1965, sobre la Circumscripció de les províncies eclesiàstiques, erecció de les regions eclesiàstiques.
La situació jurídica de les diòcesi saletines, des del 1800 i fins al 20 d'octubre de 1980, ha estat la següent:
- Metropolità d'Otranto, amb les sufragànies: Alessano, suprimida el 1818; Castro di Puglia, suprimida el 1818; Gallipoli; Ugento i Lecce, esdevinguda immediatament subjecta a la Santa Seu el 1960;
- Nardò, declarada immediatament subjecta a la Santa Seu, pel Papa Alexandre VII.
- Metropolitana de Bríndisi, amb la sufragània Ostuni, suprimida el 27 de juny de 1818; restaurada el 14 de maig de 1821 i donada in persona episcopi als arquebisbes de Bríndisi, en administració perpètua, fins a la plena unió del 30 de setembre de 1986.

## Història

### Els primers segles
La tradició es remunta a la fundació de la diòcesi de Lecce en els temps apostòlics: ja al segle i Just de Corint predicava la fe cristiana a la ciutat de Salento, convertint a Oronzo, que més tard va ser consagrat bisbe per l'apòstol Pau, qui hauria tingut com a assistent i successor el seu nebot Fortunato.
Ughelli registra els noms de cinc bisbes que haurien succeït fins al segle iii. No obstant això, hi ha rastres de la seu episcopal de Lecce en els escrits de Sant Paulí de Nola del 398. En alguns documents de Papa Gelasi I, se cita a Probus, bisbe de Carmeiano, i no se sap el lloc on hi ha la seu episcopal a l'actual Carmiano o, com sembla més probable, a Foggia. El 553 el Papa Vigili I, en el document Constitutum I de Tribus Capitulis, va esmentar «Venantius episcopus ecclesiae Lippiensis»' ("Venanci bisbe de l'església de Lecce").
El gener de 596, el Papa Gregori I, en una carta al bisbe d'Otranto, va escriure: : «Quia igitur Ecclesias Brundisii, Lippias atque Gallipoli, obeuntibus earum pontificibus, omnino destitutas agnovimus, idcirco fraternitati tuae visitationis earum operam diximus iniugendam»', en el qual és clar que Lippias pot referir-se al nom antic de Lecce, (el romans, de fet, l'anomenaven "Lupiae"). En aquest document Gregori el Gran diu al bisbe d'Otranto que visiti l'església lippiense, "completament abandonada després de la mort dels seus sacerdots".

### L'edat mitjana
El primer document històric que acredita la seu episcopal de Lecce es remunta al 1057 i no s'esmenta el bisbe Teodoro. Originalment la seu era sufragània de l'arxidiòcesi d'Otranto. La catedral va ser construïda el 1114 pel bisbe Formoso amb l'ajut del comte de Lecce Goffredo d'Altavilla, germà de Roberto il Guiscardo; va ser restaurada el 1230, per ordre del bisbe Roberto Vultorico.
Durant l'episcopat de Braccio Martelli, a mitjans del segle xvi, es va produir un fort impuls a la construcció religiosa, en aquest període es construïren nous llocs, el més important dels quals és la basílica de la Santa Croce. Des del 17 de maig de 1518 fins al 3 de juny de 1521, la diòcesi de Lecce va estar unida a la diòcesi d'Alessano.

### El barroc

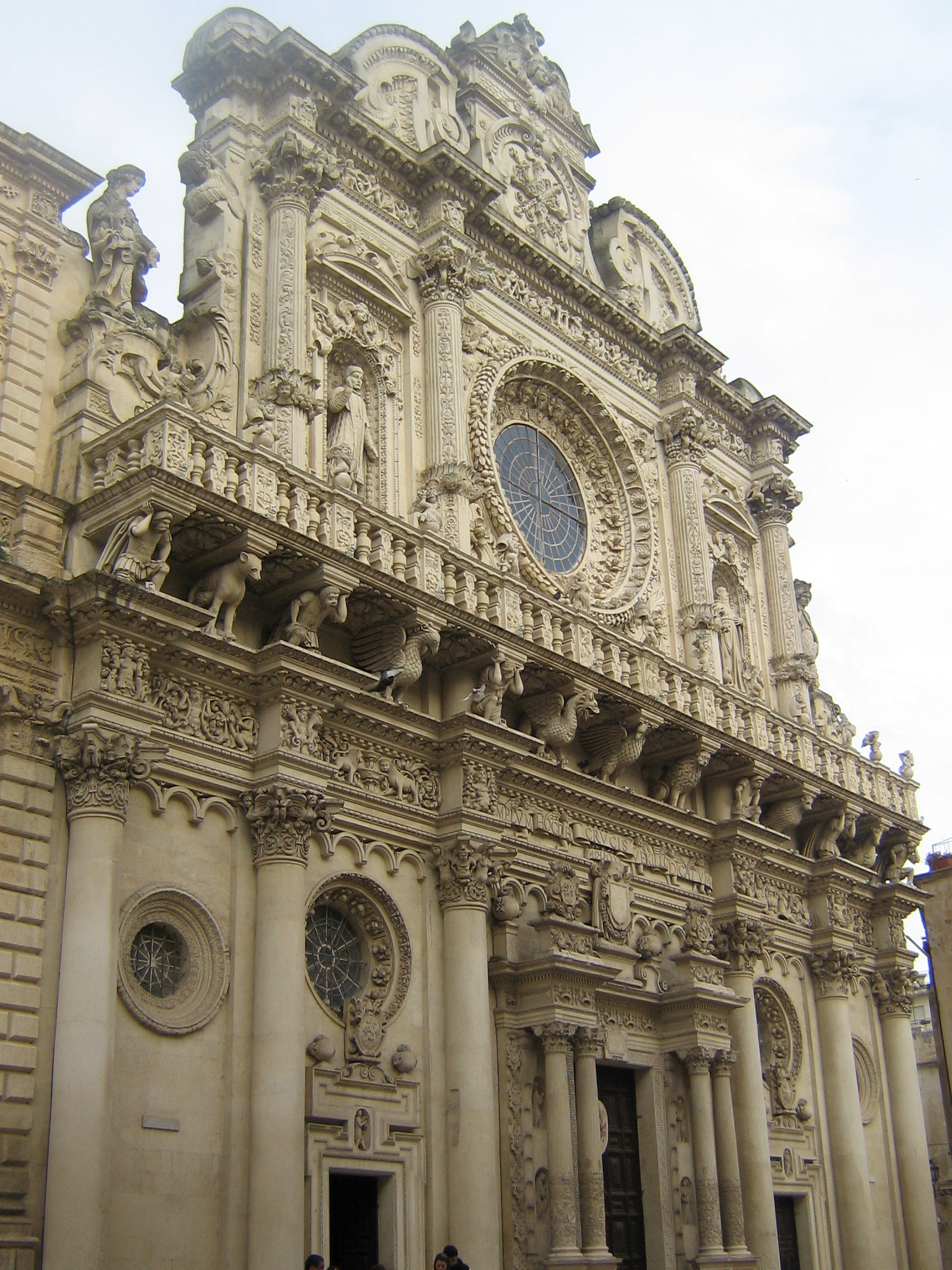
La basílica de la Santa Croce

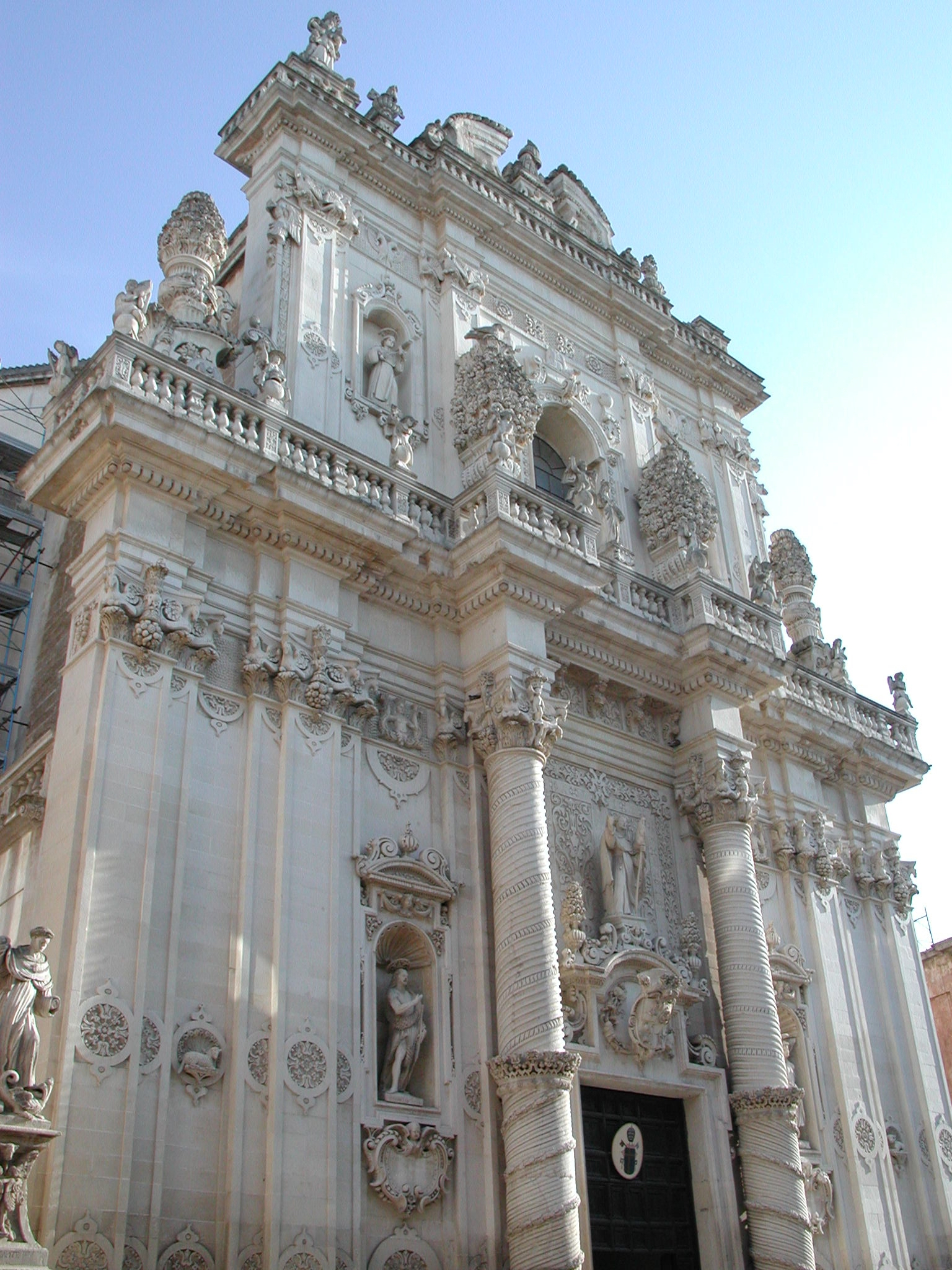
La basílica de San Giovanni Battista o del Rosario

A la segona meitat del segle xvi, l'església de Lecce va començar una revolució arquitectònica que duraria prop de dos segles. Amb els estímuls rebuts del barroc romà i del plateresc espanyol, els bisbes de Lecce i els ordes religiosos de la ciutat, van iniciar una sèrie de canvis i noves estructures, que poc després també van influir en les cases nobles, sent l'inici del barroc leccès, que troba a l'Església el seu major promotor. Va ser creat en alguns casos una mena de simbiosi bisbe-arquitecte, com en el cas de monsenyor Luigi Pappacoda, amb Giuseppe Zimbalo, i Antonio i Michele Pignatelli amb Giuseppe Cino.
En 1661 Luigi Pappacoda va encarregar la reconstrucció de la catedral a l'arquitecte Giuseppe Zimbalo, que va concloure la seva tasca en 1682; en 1751 Mons. Alfonso Sozy Carafa va fer afegeix la porta artística en fusta de roure.
Al segle xvii, Lecce va esdevenir un pati a l'aire lliure veritable en aquest moment es va començar a treballar en la construcció de la Basílica de Sant Joan Baptista o el Rosari, l'església de Santa Irene, l'església de Santa Teresa, l'església de Santa Ana, l'església de Santa Clara, l'església de Sant'Angelo o de Santa Maria de Constantinoble, l'església de Sant Mateu, l'església de la Mare de Déu o de les monges i altres. És clar, per tant, que l'activitat de l'església de Lecce, ha estat fonamental per al desenvolupament de tota la ciutat.
Antonio Pignatelli, bisbe de Lecce des de 1671 al 1682, va esdevenir Papa amb el nom d'Inocenci XII.
Al segle xviii l'església de Lecce va continuar, encara que amb menys frenesí, per erigir esglésies d'estil barroc, els principals exemples són l'església delle Alcantarine o Santa Maria de la Providència i l'església del Carme.
El seminari, acabat en 1709, va ser fet construir l'arquebisbe Michele Pignatelli, amb disseny i construcció de Giuseppe Cino.

### L'època contemporània
El 1956 se celebrà a Lecce el XV Congrés Eucarístic Nacional, i el Papa Pius XII va enviar com el seu representant el llavors cardenal Angelo Giuseppe Roncalli (el futur Papa Joan XXIII). El 28 de setembre 1960 la diòcesi, fins llavors sufragània de l'arxidiòcesi d'Otranto, va esdevenir immediatament subjecta a la Santa Seu en virtut de la butlla Cum a nobis del Papa Joan XXIII.
El 20 d'octubre de 1980 Lecce va ser elevada al rang d'arxidiòcesi metropolitana per la constitució apostòlica Conferentia Episcopalis Apuliae del Papa Joan Pau II. Amb aquesta butlla se suprimien les seus metropolitanes de Bríndisi i Otranto; el nombre de sufragànies passava a ser de sis: Otranto, Lecce, Nardo, Gallipoli, Brindisi i Ostuni. L'arquebisbe de Bríndisi era administrador perpetu d'Ostuni des de 1821, i les diòcesis de Nardo i Gallipoli quedaven unides in persona episcopi el 1983. Pel decret Instantibus votis de la Congregació per als Bisbes, tant Bríndisi-Ostuni i Nardo- Gallipoli, van quedar unides en plena unione; el nombre de diòcesis sufragànies es redimensionava així a 4. Francesco Minerva va ser el darrer bisbe i el primer arquebisbe metropolità de Lecce.
Fins i tot el títol honorífic de Gran Prior de la Secció Salento (per a totes les diòcesis de la metròpoli) de l Orde del Sant Sepulcre de Jerusalem, va ser traspassat del darrer metropolità idruntí a Michele Mincuzzi i els seus successors.
Els dies 17 i 18 de setembre de 1994, l'Arquidiócesis de Lecce va rebre la visita apostòlica del Papa Joan Pau II, qui en aquesta ocasió va inaugurar el nou seminari arxidiocesà i dir que la ciutat de Lecce era «una veritable ciutat església». El 2006, en el 50è aniversari del XV Congrés Eucarístic Nacional, es va celebrar un Congrés Eucarístic Diocesà, presidit per Cosmo Francesco Ruppi, al qual van assistir els bisbes i arquebisbes sufraganis i, delegat pel Papa Benet XVI, els cardenals Salvatore De Giorgi i Angelo Sodano.

## Cronologia episcopal

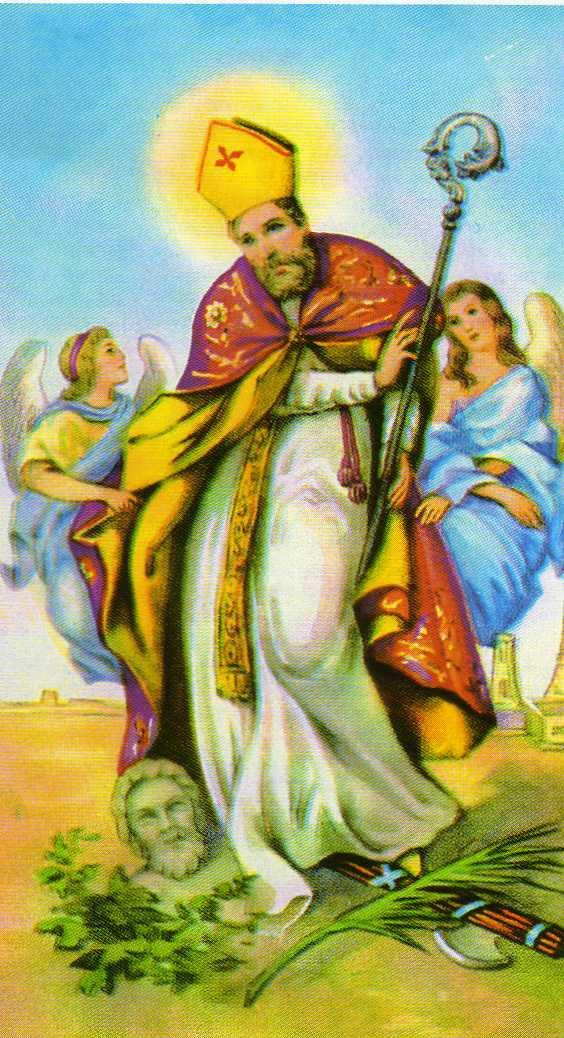
Sant Oronzo, primer bisbe de Lecce

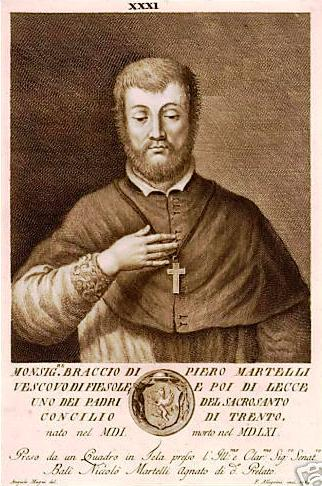
Braccio Martelli

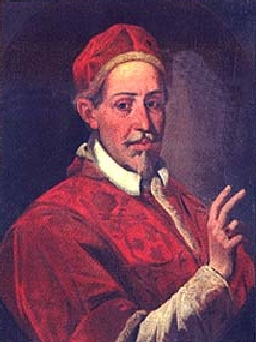
Antonio Pignatelli, posteriorment papa Innocenci XII.

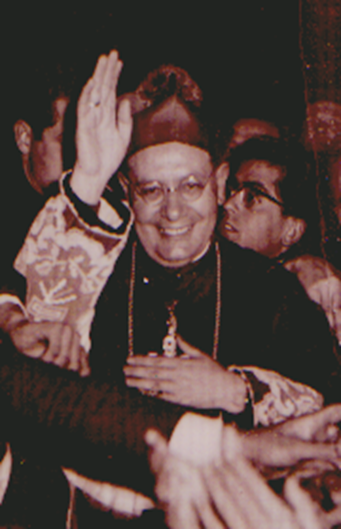
Francesco Minerva, primer arquebisbe metropolità de Lecce

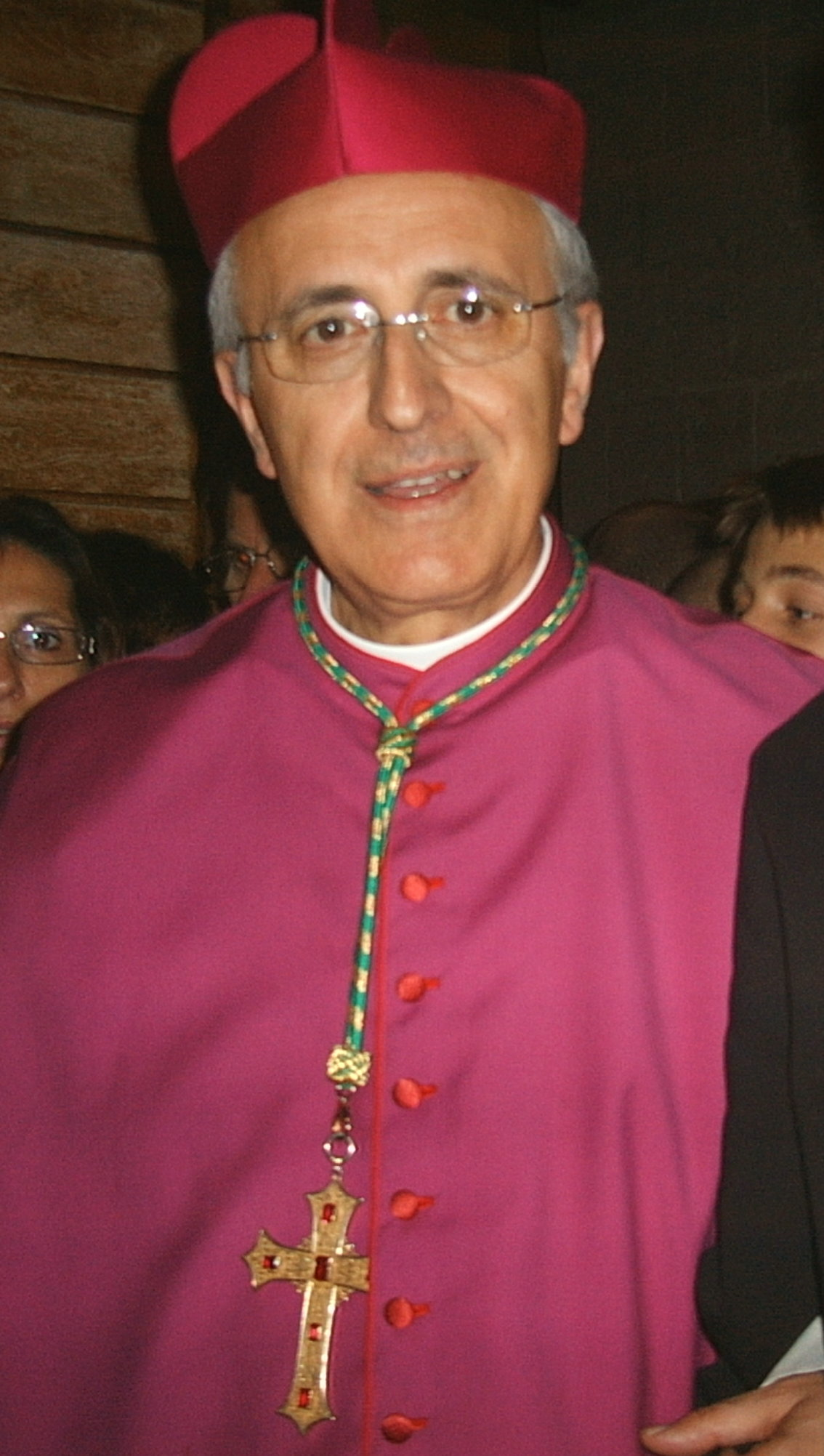
Domenico Umberto D'Ambrosio, actual arquebisbe de Lecce

Els bisbes que van precedir Venanzio (segle vi) no són segurs, però els seus noms provenen d'una reconstrucció de la historiografia de Lecce del segle xvi.
- Sant Oronzo † (? - 66 mort)
- Sant Fortunato † (68 - ?)
- Sant Alieni o Eleno[14] †
- Donato † (attestato nel 163)
- Leucio †
- Dionisio[14] † (261 - ?)
- San Biagio † (? - 316 mort)[14]
- Leucio II o sant'Aniceto † (? - 467 mort)
- Giovanni Salice † (470 - 496)[14]
- Venanzio † (citat el 553)
- Teodoro Bonsecolo † (citat el 1057)
- Formoso Bene † (citat el 1114)
- Gualtiero I † (citat el 1134)
- Penetrano † (citat el 1179)
- Pietro Guarini † (inicis de 1180 - finals de 1185)
- Fulco Bello † (citat el 1200)
- Roberto Voltorico † (inicis de 1214 - finals de 1252)
- Gualtiero II † (citat el 1255)
- Roberto Sanblasio † (citat el 1260)
- Godefredo † (citat el 1268)
- Roberto di Noha † (citat el 1301)
- Giovanni de Glandis † (1339 - 1348 mort)
- Roberto Guarini † (9 de novembre de 1348 - ? mort)
- Antonio De Ferraris † (4 de juliol de 1373 - ? mort)
  - Nicola da Taranto † (23 de maig de 1384 - 1 de març de 1387 nomenat bisbe de Bitetto) (antibisbe)
  - Ludovico † (citat el 1386) (bisbe electe)
- Leonardo † (8 de novembre de 1386 - 1389 dimití)
- Antonio da Viterbo, O.F.M. † (17 de desembre de 1389 - ? mort)
- Tommaso Morganti, O.Cist. † (1409 - 17 de març de 1419 nomenat bisbe de Nocera Umbra)
- Curello Ciccaro † (19 de desembre de 1419 - 1429 mort)
- Tommaso Ammirato, O.S.B. † (2 de març de 1429 - 1438 mort)
- Guido Giudano, O.F.M. † (6 d'agost de 1438 - 13 de juliol de 1453 nomenat arquebisbe de Bari i Canosa)
- Antonio Ricci † (20 de juliol de 1453 - 24 de desembre de 1483 mort)
- Roberto Caracciolo, O.F.M. † (8 de març de 1484 - 18 de juliol de 1485 nomenat bisbe d'Aquino)
- Antonio Tolomei † (18 de juliol de 1485 - 1498 mort)
  - Lluís d'Aragó † (19 de desembre de 1498 - 24 de març de 1502 dimití) (administrador apostòlic)
- Giacomo Piscicelli † (24 de març de 1502 - 1507 mort)
- Pietro Matteo d'Aquino † (18 de febrer de 1508 - 1511 mort)
- Ugolino Martelli † (9 d'abril de 1511 - 18 de maig de 1517 nomenat bisbe de Narni)
- Giovanni Antonio Acquaviva d'Aragona † (18 de maig de 1517 - 1525 mort)
- Consalvo di Sangro † (19 de gener de 1525 - 1530 mort)
- Alfonso di Sangro † (9 de març de 1530 - 20 d'abril de 1534 dimití)
  - Ippolito de' Medici † (20 d'abril de 1534 - 26 de febrer de 1535 dimití) (administrador apostòlic)
- Giovanni Battista Castromediano † (26 de febrer de 1535 - 17 de gener de 1552 mort)
- Braccio Martelli † (12 de febrer de 1552 - 17 d'agost de 1560 mort)
  - Giovanni Michele Saraceni † (13 de setembre de 1560 - 29 de novembre de 1560) (administrador apostòlic)
- Annibale Saraceno † (29 de novembre de 1560 - 1591 dimití)
- Scipione Spina † (10 de maig de 1591 - 6 de març de 1639 mort)
- Luigi Pappacoda † (30 de maig de 1639 - 17 de desembre de 1670 mort)
- Antonio Pignatelli † (4 de maig de 1671 - 12 de gener de 1682 nomenat bisbe de Faenza)
- Michele Pignatelli, C.R. † (26 de gener de 1682 - 20 de novembre de 1695 mort)
- Fabrizio Pignatelli † (2 d'abril de 1696 - 12 de maig de 1734 mort)
- Giuseppe Maria Ruffo di Bagnara † (25 de maig de 1735 - 3 de febrer de 1744 nomenat arquebisbe de Capua)
- Scipione Sersale † (3 de febrer de 1744 - 11 de juliol de 1751 mort)
- Alfonso Sozy Carafa, C.R.S. † (15 de novembre de 1751 - 19 de febrer de 1783 mort)
  - Sede vacante (1783-1792)
- Salvatore Spinelli, O.S.B. † (26 de març de 1792 - 18 de desembre de 1797 nomenat arquebisbe de Salern)
  - Sede vacante (1797-1818)
- Nicola Caputo † (21 de desembre de 1818 - 6 de novembre de 1862 mort)
  - Sede vacante (1862-1872)
- Valerio Laspro † (6 de maig de 1872 - 20 de març de 1877 nomenat arquebisbe de Salern)
- Salvatore Luigi Zola, C.R.L. † (22 de juny de 1877 - 27 d'abril de 1898 mort)
- Evangelista Di Milia, O.F.M.Cap. † (10 de novembre de 1898 - 17 de setembre de 1901 mort)
- Gennaro Trama † (14 de febrer de 1902 - 9 de novembre de 1927 mort)
- Alberto Costa † (7 de desembre de 1928 - 2 d'agost de 1950 mort)
- Francesco Minerva † (17 de desembre de 1950 - 27 de gener de 1981 jubilat)
- Michele Mincuzzi † (27 de gener de 1981 - 7 de desembre de 1988 jubilat)
- Cosmo Francesco Ruppi † (7 de desembre de 1988 - 16 d'abril de 2009 jubilat)
- Domenico Umberto D'Ambrosio, (16 d'abril de 2009 - 29 de setembre de 2017 jubilat)
- Michele Seccia, des del 29 de setembre de 2017

## Estadístiques
A finals del 2004, la diòcesi tenia 258.225 batejats sobre una població de 260.988 persones, equivalent al 98,9% del total.
| any  | població | població | població | sacerdots | sacerdots       | sacerdots       | sacerdots             | diaques | religiosos | religiosos | parroquies |
| ---- | -------- | -------- | -------- | --------- | --------------- | --------------- | --------------------- | ------- | ---------- | ---------- | ---------- |
| any  | batejats | total    | %        | total     | clergat secular | clergat regular | batejats por sacerdot | diaques | homes      | dones      |            |
| 1950 | 163.000  | 164.000  | 99,4     | 270       | 180             | 90              | 603                   |         | 170        | 580        | 39         |
| 1970 | 225.274  | 225.324  | 100,0    | 220       | 155             | 65              | 1.023                 |         | 83         | 560        | 52         |
| 1980 | 247.096  | 247.177  | 100,0    | 213       | 142             | 71              | 1.160                 |         | 99         | 519        | 65         |
| 1990 | 265.376  | 269.708  | 98,4     | 214       | 148             | 66              | 1.240                 | 3       | 86         | 427        | 74         |
| 1999 | 255.000  | 257.804  | 98,9     | 206       | 151             | 55              | 1.237                 | 25      | 78         | 393        | 76         |
| 2000 | 266.000  | 268.580  | 99,0     | 205       | 151             | 54              | 1.297                 | 27      | 67         | 358        | 76         |
| 2001 | 265.000  | 267.224  | 99,2     | 212       | 152             | 60              | 1.250                 | 30      | 76         | 324        | 76         |
| 2002 | 274.770  | 276.979  | 99,2     | 213       | 153             | 60              | 1.290                 | 30      | 75         | 324        | 76         |
| 2003 | 250.123  | 252.923  | 98,9     | 208       | 148             | 60              | 1.202                 | 31      | 75         | 324        | 76         |
| 2004 | 258.225  | 260.988  | 98,9     | 200       | 140             | 60              | 1.291                 | 31      | 74         | 334        | 76         |